# Reetta Hurske
Reetta Sofi Kaarina Hurske, född 15 maj 1995, är en finländsk häcklöpare. 
Hon har blivit finsk mästare utomhus tre gånger (100 meter häck 2019, 2021 och 2022) samt finsk mästare inomhus tre gånger (60 meter häck 2023 samt 4×200 meter 2013 och 2018).

## Karriär
I mars 2023 vid inomhus-EM i Istanbul tog Hurske guld på 60 meter häck och tangerade sitt eget finska rekord på 7,79 sekunder.

## Personliga rekord
| Utomhus - 100 meter häck – 12,78 (Joensuu, 24 juli 2019) | Inomhus - 60 meter häck – 7,79 (Madrid, 22 februari 2023) 0NR0 |